# Королевский полк фузилёров
Королевский полк фузилёров (англ. Royal Regiment of Fusiliers) — регулярный пехотный полк Британской армии. Полк состоит из двух батальонов: 1-й батальон, входящий в состав регулярной армии, является механизированным (на БМП), базирующимся в Тидворте (графство Уилтшир), а 5-й батальон, входящий в состав Армейского резерва, оба батальона вербуются в традиционных районах набора фузилёров по всей Англии. Королевский полк фузилёров практически не пострадал от пехотных реформ, объявленных в декабре 2004 года, но в рамках программы сокращения численности армии «Армия 2020» его второй батальон был объединён с первым в 2014 году.

## История
Королевский полк фузилёров был сформирован 23 апреля 1968 года в рамках реформы британской армии, предусматривавшей создание «больших пехотных полков», путем слияния четырёх английских полков фузилёров:
- Королевский нортумберлендский фузилёрный полк
- Королевский уорикширский фузилёрный полк[англ.]
- Королевский фузилёрный полк (Ситилондонский полк)[англ.]
- Ланкаширский фузилёрный полк[англ.]

3-й батальон полка проходил действительную службу в Ираке во время войны в Персидском заливе в 1991 году. Все батальоны также неоднократно направлялись в Северную Ирландию в рамках операции «Знамя».
В 2003 году 1-я боевая группа полка была в авангарде вторжения коалиции в Ирак, наступая в составе 7-й бронетанковой бригады, и в итоге заняла город Басра. В течение следующего десятилетия полк неоднократно совершал оперативные поездки в Ирак.
В 2006 году подразделения 2-го батальона были направлены в Афганистан для поддержки Международных сил содействия безопасности. Развёрнутые в городе Навзад в провинции Гильменд, они быстро оказались отбиты от продолжительной атаки талибов, которая продолжалась 107 дней — самая долгая осада британских войск со времён Второй мировой войны. В последующие годы подразделения полка несколько раз направлялись в Афганистан и принимали участие в тяжелых боях. Совсем недавно, в 2013 году, весь 1-й батальон был развёрнут в районе Нахри-Сарадж в Гильменде, где принимал участие в боевых операциях.
Полк получил резервный 5-й батальон, в результате переименования в Тайнтисский полк 1 апреля 2006 года.
В сентябре 2014 года 2-й батальон был объединён с 1-м в рамках программы «Армия 2020», сформировав всего один регулярный батальон — механизированный батальон в составе 1-й механизированной бригады.

## Структура
Во время холодной войны полк пережил массовое расширение, увеличившись с трёх регулярных батальонов до шести батальонов всего за несколько лет. Ниже приведен список подразделений, сформированных в полку в ту эпоху: расширившись с трёх регулярных батальонов до шести батальонов всего за несколько лет. Ниже приведен список подразделений, сформированных в полку в ту эпоху:
Регулярные
- Штаб полка, в лондонском Тауэре
- 1-й батальон Королевского полка фузилёров (регулярный)
- 2-й батальон Королевского полка фузилёров (регулярный)
- 3-й батальон Королевского полка фузилёров (регулярный) — расформирован после «Вариантов изменений» в 1992 году
- 4-й батальон Королевского полка фузилёров (регулярный) — расформирован через год после формирования, в 1969 году

Резерв добровольцев территориальной армии (TAVR, расформированы в 1967)
- 4-й/5-й батальон Королевского нортумберлендского фузилёрного полка
- 4-й/5-й/6-й батальон Королевского нортумберлендского фузилёрного полка, расформирован в 1971 году
- 7-й батальон Королевского нортумберлендского фузилёрного полка
- 7-й батальон Королевского уорикширского фузилёрного полка
- Батальон Лондонского Сити (City of London Battalion) Королевского фузилёрного полка
- 5-й (берийский) батальон Королевского ланкаширского фузилёрного полка

Волонтёры

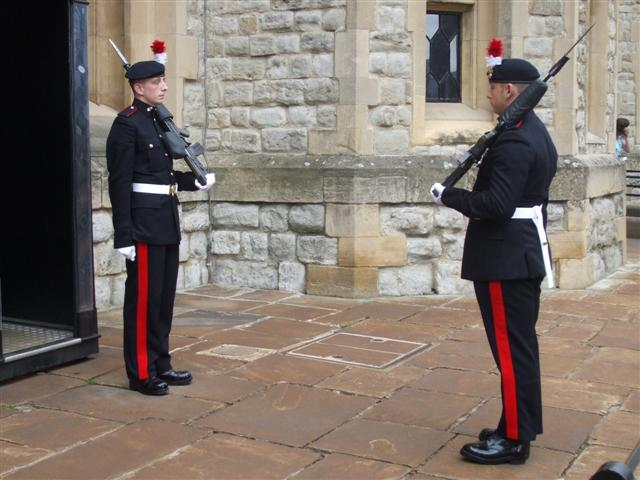
Фузилёры на страже в Тауэре. 29 июля 2008.

- Батальон Добровольцы-фузилёры (The Fusilier Volunteers), переименованный в 5-й (V) батальон Королевского полка фузилёров в 1968 году, вновь переименованный в 1992 году в соответствии с вариантами изменений в 5-й (уорикширский) батальон, расформирован в 1999 году
- 6-й (добровольческий) батальон, Королевский полк фузилёров, переименован в 1992 году после Options for Change в 6-й (нортумберлендский) батальон[11].
- 8-й (добровольческий) батальон Её Величества фузилёров (Лондонский Сити) (The Queen’s Fusiliers (City of London)), сформирован в 1988 году как совместное подразделение территориальной армии с Королевским полком, штаб в Центре ТА на Сент-Джонс Хилл (St John’s Hill Drill Hall), Клэпхэм Джанкшн в центре Лондона. При переходе к войне обеспечивал охрану и безопасность 50-го ракетного полка[англ.] Королевской артиллерии, оснащённого ядерным оружием «Ланс»[12]. Переименован в Лондонский полк в 1993 году в соответствии с Options for Change.

Оркестры
- Оркестр герцога Кентского Королевского полка фузилёров — объединён с оркестром Святого Георгия RRF в оркестр «Нормандия» Дивизии Её Величества в соответствии с вариантами изменений в 1992 году[13].
- Оркестр Святого Георгия Королевского полка фузилёров — объединён с оркестром герцога Кентского RRF в оркестр «Нормандия» Дивизии Её Величества в соответствии с вариантами изменений в 1992 году[13].
- Уорикширский оркестр Королевского полка фузилёров (5 RRF)
- Нортумбрийский оркестр Королевского полка фузилёров (6 RRF)

### 1-й батальон

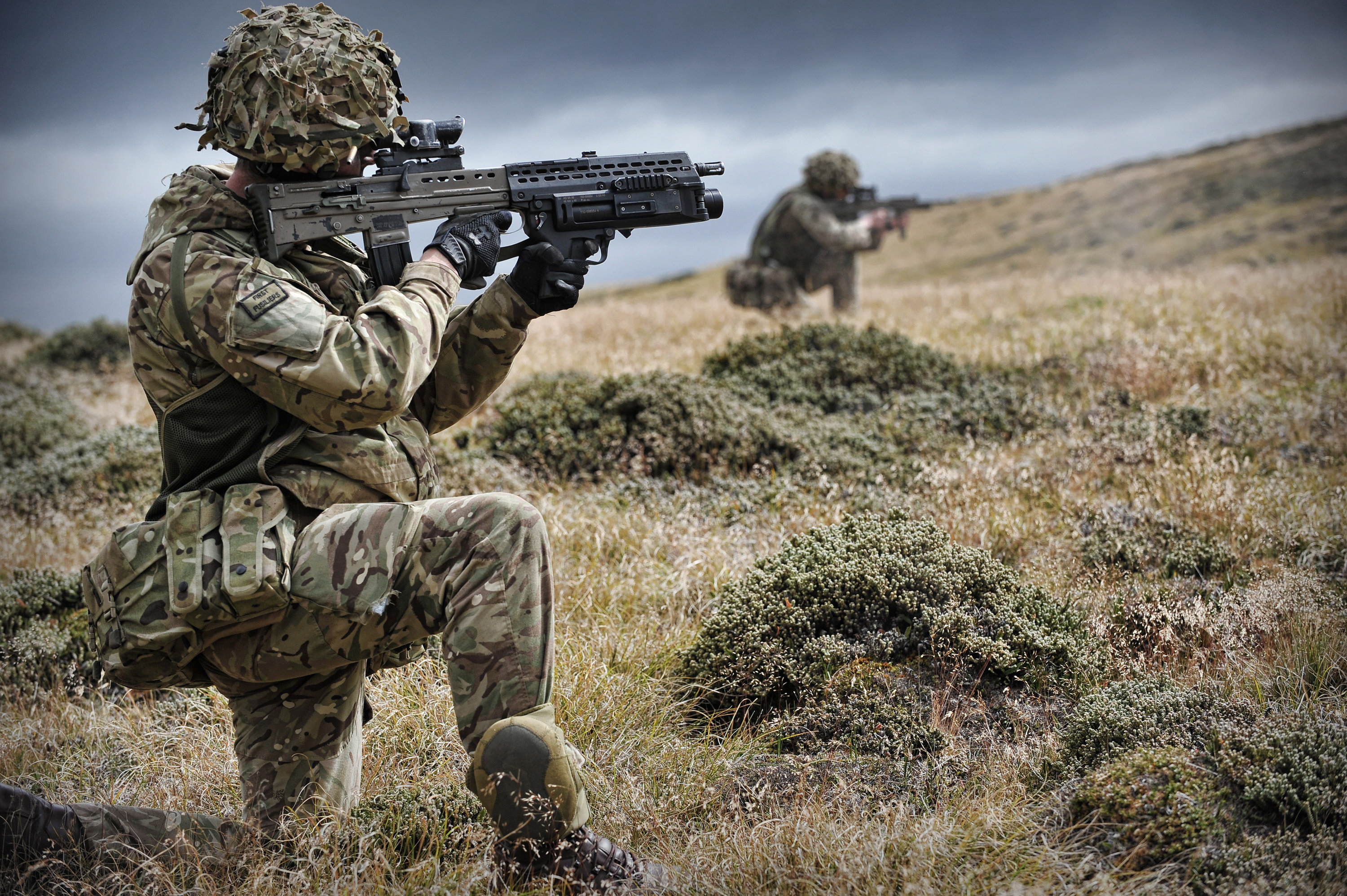
Солдат 1-го батальона Королевского полка фузилёров на учениях «Южный воин»

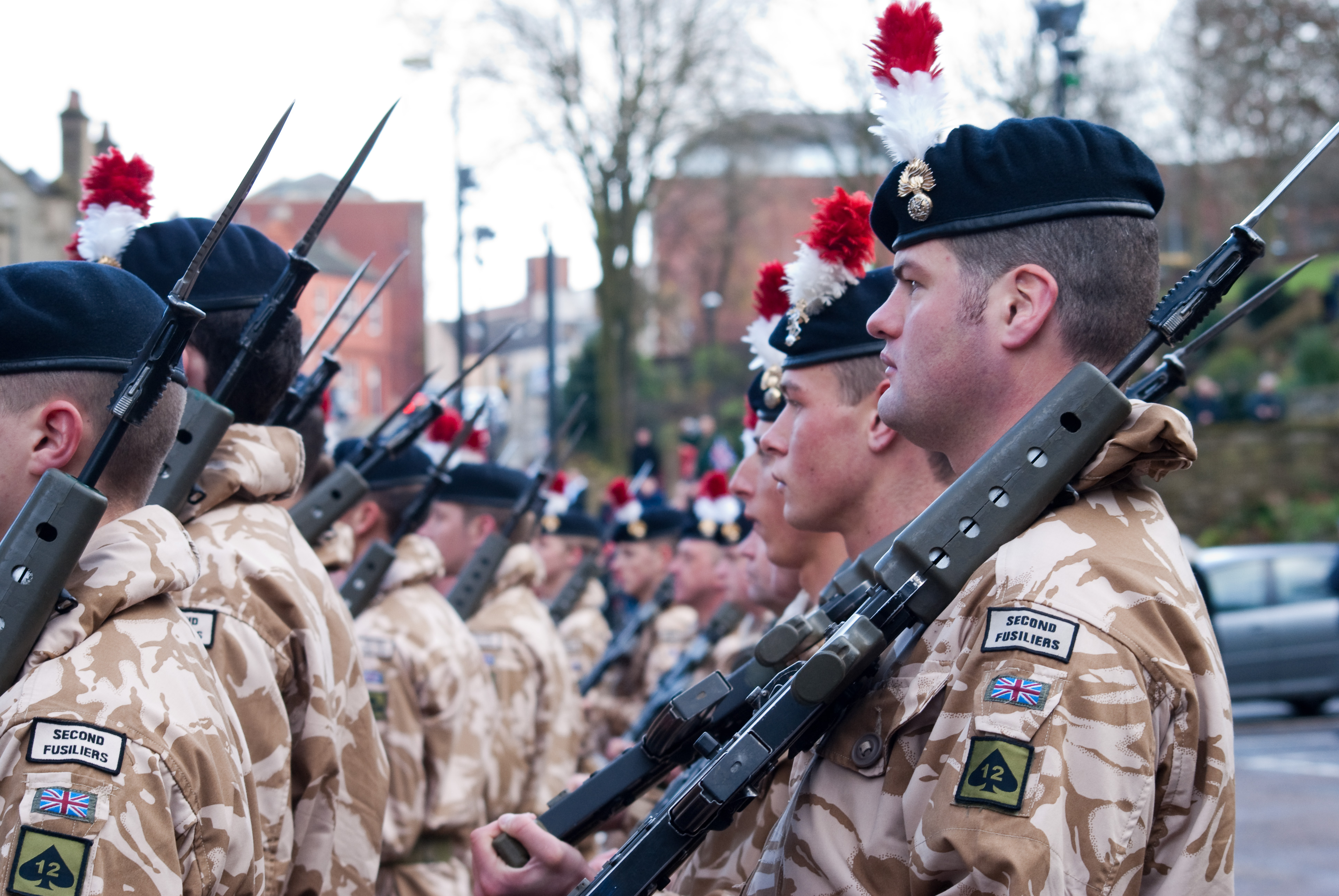
2-й батальон Королевского полка фузилёров на параде в Рочдейле. 30 ноября 2009

Первый батальон — это механизированный батальон, базирующийся в лагере Тидворт, Уилтшир. Оснащённый боевыми машинами пехоты Уорриор, батальон входит в состав 3-й дивизии и находится в высокой степени готовности как часть боевого бронированного резерва армии. В 2016 году батальон был ведущей бронетанковой боевой группой армии и находился в состоянии повышенной готовности на случай, если потребуется развернуть его в любой точке мира по первому требованию. Батальон имеет большой опыт, за последние два десятилетия он неоднократно направлялся в Боснию, Северную Ирландию, Ирак и Афганистан. Многие солдаты из второго батальона перешли в первый батальон после слияния, что увеличило оперативный опыт личного состава. Совсем недавно первый батальон отправился на учения по всему миру в такие разные места, как Бруней, Кения, страны Балтии и Канада.
Первый батальон также регулярно работает в поддержку гражданских властей в Великобритании. В 2013 году крупные подразделения батальона были направлены в общину Рейсбери и прилегающие районы для оказания помощи в ликвидации последствий наводнения.
В 2016 году батальон выиграл чемпионат армии по боксу, победив в финале 2-й батальон Парашютного полка.

### 5-й батальон
5-й батальон — резервный батальон со штабом полка на северо-востоке Англии. Будучи батальоном 3-й дивизии, 5-й батальон специализируется на операциях механизированной пехоты и развёртывается по всему миру на операциях и учениях как в качестве сформированного подразделения, так и в качестве отдельных бойцов 1-го батальона. Сейчас 5-й батальон находится в паре с первым батальоном и продолжает оказывать им поддержку в операциях и на учениях.
Пятые фузилёры содержат подразделения в следующих местах дислокации:
- Штаб (RHQ) — Ньюкасл-апон-Тайн
- Рота A — Бирмингем
- Рота С (Лондонского Сити) — Балхем[англ.] и Блэкхит[англ.]
- Противотанковый взвод — Блэкхит[англ.]
- Рота W (галлиполийская) — Бери
- Рота X — Ньюкасл-апон-Тайн и Хексем
- Рота Z — Алник и Крэмлингтон[англ.]
- Взвод разведки — Алник

## Кресты Виктории
Общее количество Крестов Виктории у фузилёров и их полков-предков составляет пятьдесят пять. Особо следует отметить первый и последний Кресты Виктории Первой мировой войны, полученные лейтенантом Дисом и лейтенантом Годли при Монсе в 1914 году и сержантом Пирсом в Северной России в 1919 году, а также знаменитые «Шесть Крестов Виктории перед завтраком», полученные при Галлиполи 25 апреля 1915 года.

## Символика полка

### Плюмаж
Как полк фузилёров, фузилёры носят красно-белый плюмаж Королевского нортумберлендского фузилёрного полка. Первоначально этот знак отличия представлял собой белый плюмаж, который 5-й пехотный полк Его Величества ( His Majesty’s Fifth Regiment of Foot) взял с головного убора павших французских войск при Сент-Люсии в декабре 1778 года. В 1829 году король Георг IV приказал, чтобы белый плюмаж носили все пехотные полки, и чтобы не лишать 5-й (нортумберлендский) пехотный полк его особого отличия и отражения того, что они завоевали его в бою (согласно легенде, первоначальные плюмажи были окрашены в красный цвет кровью их врагов), их плюмаж отличался тем, что был сделан «наполовину красным и наполовину белым, красным сверху, вместо обычного белого пера, которое носили остальные военнослужащие согласно приказу 1829 года, как особый знак чести.»

### Талисман
Традиционным талисманом полка является гарна по кличке Бобби, унаследованная от Королевского уорикширского фузилёрного полка. Однако в настоящее время гарны находятся под защитой правил охраны животных, и полку уже несколько лет не разрешается заводить их. В качестве замены полк использует оттерхаунда по кличке Джордж, который имеет звание фузилёра и принимает участие во всех крупных парадах, в которых участвует полк.

### Розы
В честь определённых дней полка фузилёры носят розы на головном уборе и украшают гирляндами батальонные цвета. Эта традиция берет начало от победы в битве при Миндене, где, согласно легенде, солдаты шли на рассвете в бой через розовые поля и поэтому шли в бой с розами, украшавшими их головные уборы. В День святого Георгия носят красные и белые розы. В День Миндена они носят красные и жёлтые розы. Новые офицеры-фузилёры также должны съесть розу на своем первом ужине в Миндене после вступления в полк.

### Знамя

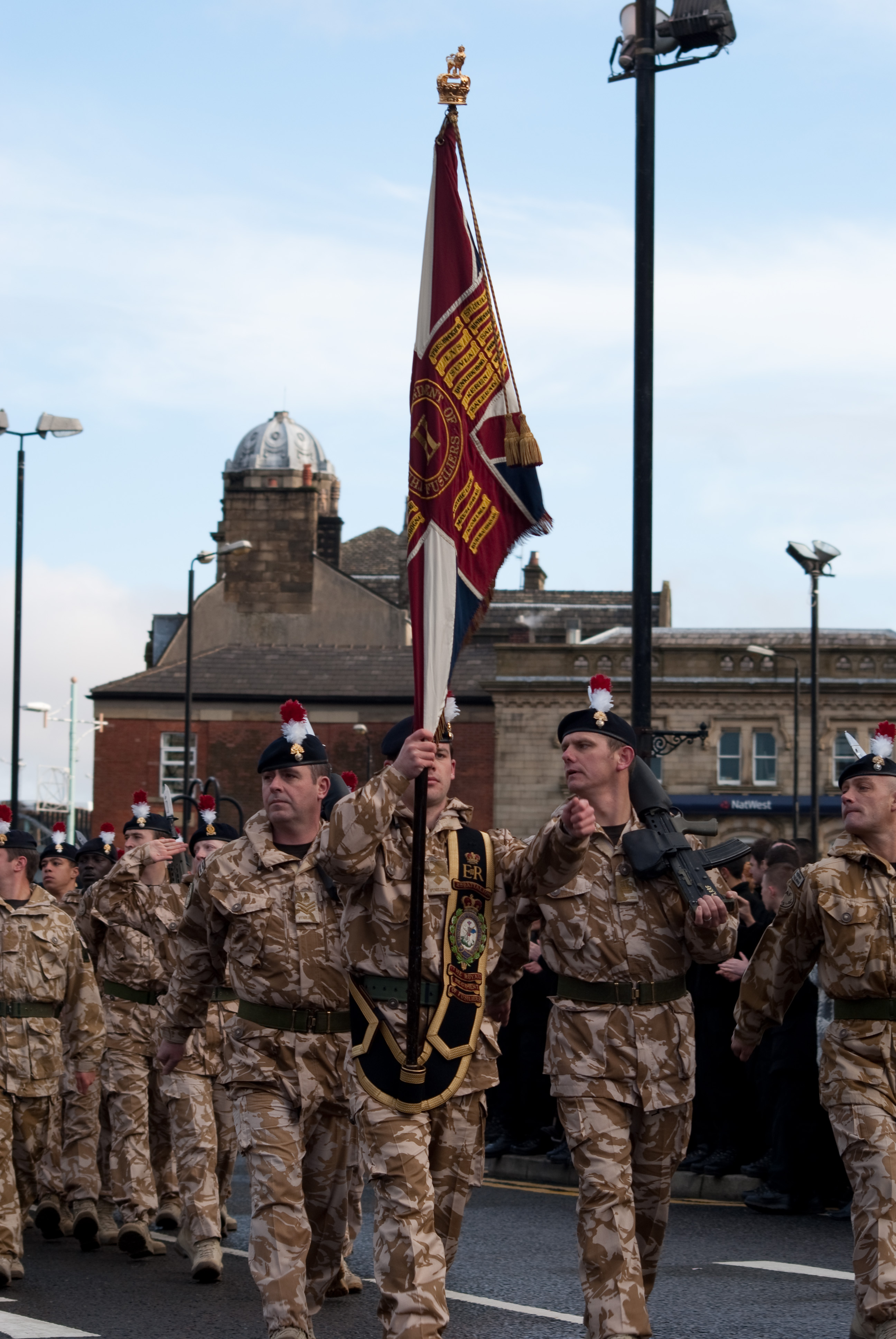
Знамя 2-го батальона Королевского полка фузилёров

Знамя королевы каждого батальона полка идентичен, за исключением номера батальона. Поле этого знамени синее, что совпадает с цветом полка. Полковое название выполнено золотом в малиновом круге внутри венка из роз, чертополоха и трилистника. Святой Георгий с подвязкой, который является центральным значком, расположен внутри круга. Всё это украшено короной короной святого Эдуарда. 40 боевых наград: 20 за Первую мировую войну и 20 за Вторую мировую войну, расположены на золотых свитках в трёх группах по шесть на каждом горизонтальном рукаве Георгиевского креста и одна группа из четырёх на нижнем вертикальном рукаве креста. Почётные звания изображены в хронологическом порядке по сторонам на горизонтальном плече креста и вертикально на нижнем плече креста. Бахрома состоит из малиновых и золотых чередующихся нитей.
В каждом кантоне знамени носятся почётные знаки отличия четырёх бывших полков:
- Королевский нортумберлендский фузилёрный полк — объединённая красно-белая роза, подпоясанная королевским гербом, в верхнем кантоне ближе к древку.
- Королевский уорикширский фузилёрный полк — вертикально закреплённая аргентинская статуэтка антилопы, в наряде, хохлатая, с дукальной походкой и веревкой, перекинутой через спину, в верхнем кантоне дальше от древка.
- Королевский фузилёрный полк — вертикально стоящий белый конь Ганновера (White Horse of Hanover), в нижнем кантоне ближе к пике.
- Ланкаширский фузилёрный полк — красная роза Ланкастера с двумя лепестками вверху, в нижнем кантоне дальше от древка и Сфинкс, надписанный на свитке «Египет», непосредственно под завязкой большого лаврового венка, несущего свитки боевой славы.

Наконец, тридцать восемь боевых наград, которые были на полковых знамёнах четырёх бывших полков, изображены на золотых свитках, размещённых на ветвях большого лаврового венка за пределами соединённого венка.
Знамя барабанщика (или знамя Вильгельмсталя) — из зелёного шёлка цвета гуслинга, окантованного золотом, с вышитыми в центре Георгием и драконом, сверху и снизу красные свитки, окантованные золотом. На верхнем свитке — девиз нортумберлендских фузилёров «QUO FATA VOCANT», а на нижнем свитке — слово «NORTHUMBERLAND» между V REGT, также золотого цвета. Венок из зелёного лавра с красными ягодами и «проклюнувшаяся» красно-белая роза, увенчанная короной в четырёх углах, составляют дизайн. Этот необычный третий цвет традиционно несёт самый молодой барабанщик на ежегодном параде в День Святого Георгия.

## Оркестр
В 5-м батальоне, базирующемся в Центре армейского резерва Святого Георгия (St George’s Army Reserve Centre), существует добровольческий полковой оркестр. Официально известный как оркестр и корпус барабанщиков (Band and Corps of Drums), он состоит из 30 военнослужащих, которые маршируют в полной парадной форме полка и выступают по разрешению командира 5-го батальона. Корпус барабанов играет определённую роль в оркестре, возглавляя парады и выступая со своим световым шоу.
До Стратегического оборонного обзора 1998 года в полку было два оркестра территориальной армии (ТА): Нортумберлендский оркестр 6-го батальона и Уорикширский оркестр 5-го батальона. После пересмотра Нортумберлендский оркестр стал Нортумбрийским оркестром Тайн-Тисского полка, а Уорикширский оркестр был выведен из состава ТА и продолжал существовать как гражданский оркестр. В 2006 году он был переименован в оркестр Королевского полка фузилёров. Оркестр Ланкаширской ассоциации Королевского полка фузилёров также является добровольческим оркестром полка.
В апреле 1968 года каждый из четырёх регулярных батальонов унаследовал батальонный оркестр. В ноябре 1969 года оркестр 4-го батальона был объединён с тремя другими оркестрами. В 1984 году полк решил сформировать два полноразмерных оркестра, один из которых назывался «Оркестр герцога Кентского», а другой — «Оркестр Святого Георгия».

## Преемственность
| 1880                                                                                                   | 1881 реформы Чайлдерса | 1921 год | 1957 Оборонная белая книга | 1966 Оборонная белая книга                                   | 1990 Options for Change                                      | 2003 год                                                     |
| --- | --- | --- | --- | ------------------------------------------------------------ | ------------------------------------------------------------ | ------------------------------------------------------------ |
| 5-й (нортумберлендский) (фузилёрный) пехотный полк (5th (Northumberland) (Fusiliers) Regiment of Foot) | Нортумберлендский фузилёрный полк (The Northumberland Fusiliers) переименован в 1935: Королевский нортумберлендский фузилёрный полк (The Royal Northumberland Fusiliers) | Нортумберлендский фузилёрный полк (The Northumberland Fusiliers) переименован в 1935: Королевский нортумберлендский фузилёрный полк (The Royal Northumberland Fusiliers) | Нортумберлендский фузилёрный полк (The Northumberland Fusiliers) переименован в 1935: Королевский нортумберлендский фузилёрный полк (The Royal Northumberland Fusiliers) | Королевский полк фузилёров (The Royal Regiment of Fusiliers) | Королевский полк фузилёров (The Royal Regiment of Fusiliers) | Королевский полк фузилёров (The Royal Regiment of Fusiliers) |
| 6-й (королевский первый уорикширский) пехотный полк (6th (Royal First Warwickshire) Regiment of Foot)  | Королевский уорикширский полк (The Royal Warwickshire Regiment) переименован в 1963: Королевский уорикширский фузилёрный полк (The Royal Warwickshire Fusiliers)         | Королевский уорикширский полк (The Royal Warwickshire Regiment) переименован в 1963: Королевский уорикширский фузилёрный полк (The Royal Warwickshire Fusiliers)         | Королевский уорикширский полк (The Royal Warwickshire Regiment) переименован в 1963: Королевский уорикширский фузилёрный полк (The Royal Warwickshire Fusiliers)         | Королевский полк фузилёров (The Royal Regiment of Fusiliers) | Королевский полк фузилёров (The Royal Regiment of Fusiliers) | Королевский полк фузилёров (The Royal Regiment of Fusiliers) |
| 7-й (королевский фузилёрный) пехотный полк (7th (Royal Fusiliers) Regiment of Foot)                    | Королевский фузилёрный полк (Ситилондонский полк) (The Royal Fusiliers (City of London Regiment))                                                                        | Королевский фузилёрный полк (Ситилондонский полк) (The Royal Fusiliers (City of London Regiment))                                                                        | Королевский фузилёрный полк (Ситилондонский полк) (The Royal Fusiliers (City of London Regiment))                                                                        | Королевский полк фузилёров (The Royal Regiment of Fusiliers) | Королевский полк фузилёров (The Royal Regiment of Fusiliers) | Королевский полк фузилёров (The Royal Regiment of Fusiliers) |
| 20-й (восточнодевонширский) пехотный полк (20th (East Devonshire) Regiment of Foot)                    | Ланкаширский фузилёрный полк (The Lancashire Fusiliers) | Ланкаширский фузилёрный полк (The Lancashire Fusiliers) | Ланкаширский фузилёрный полк (The Lancashire Fusiliers) | Королевский полк фузилёров (The Royal Regiment of Fusiliers) | Королевский полк фузилёров (The Royal Regiment of Fusiliers) | Королевский полк фузилёров (The Royal Regiment of Fusiliers) |

## Боевая слава
Королевский полк фузилёров наследует боевые награды четырёх предшествующих полков, а также две награды, полученные за годы существования самого полка. Всего существует 40 репрезентативных знаков отличия, каждый из которых изображён на королевском и полковом знамёнах.
- Объединённые боевые отличия Королевского нортумберлендского фузилёрного полка
- Объединённые боевые награды Королевского уорикширского фузилёрного полка
- Объединённые боевые награды Королевского фузилёрного полка (Ситилондонский полк)
- Объединённые боевые награды Ланкаширского фузилёрного полка
- Вади аль-Батин (Война в Персидском заливе)
- Басра (Иракская война)

## Порядок старшинства
| Старший полк Полк герцога Ланкастера | Порядок старшинства | Младший полк Королевский английский полк |